# Antechinus flavipes
Espèce
Statut de conservation UICN

 LC  : Préoccupation mineure
Pour les articles homonymes, voir Mardo.
Le Mardo ou antechinus à pattes jaunes (Antechinus flavipes) est une espèce de petits marsupiaux carnivores vivant en Australie.

C'est le plus courant des Antechinus et comme les autres espèces du genre, le mâle meurt après l'accouplement.

## Sous-espèces
On en connait trois sous espèces
- A. f. flavipes, trouvé au sud est du Queensland, en Nouvelle-Galles du Sud, au Victoria et en Australie-Méridionale
- A. f. leucogaster, trouvé dans le sud-ouest de l'Australie-Méridionale
- A. f. rubeculus, trouvé au nord est du Queensland.

## Description

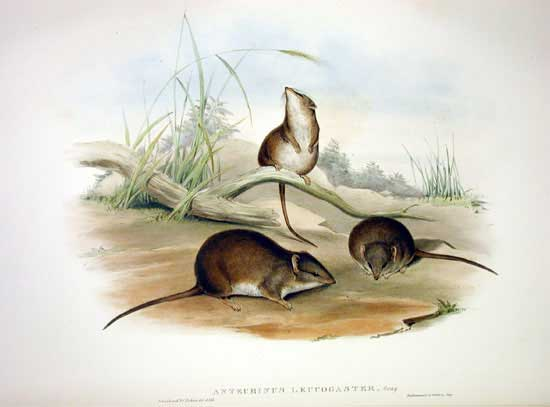
Antechinus flavipes

Il mesure environ 22 cm de long dont 10 cm pour la queue. Son poids est d'environ cinquante grammes. La femelle est plus petite que le mâle. Il a un pelage de couleur variable mais le plus souvent grisâtre. Il a la particularité, outre la couleur plus claire de ses pattes, d'avoir un anneau blanc autour des yeux et l'extrémité de la queue noire.

## Répartition et habitat
On le trouve depuis la région du Mont Lofty en Australie-Méridionale jusqu'aux environs d'Eungella au Queensland, à l'exception de la plupart des zones côtières de Nouvelle-Galles du Sud et du Victoria. On trouve des sous-espèces isolées au nord-est du Queensland et au sud-ouest de l'Australie-Méridionale.
Il occupe un habitat varié mais principalement les zones de broussailles semi-arides et les forêts sclérophylles. Au nord, il habite les landes, les marais et les bois; dans le grand nord il vit dans les forêts tropicales
.

## Alimentation
Il se nourrit d'invertébrés, d'œufs, de nectar et quelquefois de petits vertébrés (oisillons, souriceaux) qu'il peut aller chercher dans des trous grâce à sa tête aplatie et à son museau pointu.

## Mode de vie
Il se distingue des autres espèces du même genre par son activité diurne.

## Reproduction
La période des amours se situe pendant les deux dernières semaines d'août pour les animaux au sud jusqu'en octobre pour ceux du sud du Queensland; en juin-juillet pour ceux au nord du Queensland. La période de gestation est d'un mois après quoi la portée qui peut atteindre 12 petits va passer cinq semaines dans la poche marsupiale. Les petits sont sevrés à trois mois. Les mâles meurent après la saison des amours (stress de la reproduction ou volonté de laisser la nourriture aux femelles gestantes?)